# Светско првенство у рукомету за жене 1975.
6. Светско првенство у рукомету за жене 1975. одржано је у Совјетском Савезу од 2. до 13. децембра 1975. године. Такмичиле су се укупно 12 репрезентација, које су биле распоређене у три групе по четири екипе. Прве две репрезентације из сваке групе су оформиле прву групу следеће фазе која се борила за позиције од првог до шестог места. Репрезентације које су освојиле трећа места у групи су се бориле за позиције од седмог до деветог места, а репрезентације које су биле четврте у групи су се међусобно бориле за позиције од десетог до дванаестог места. 

Источне немице су постале светске првакиње, док су рускиње биле друге а мађарске рукометашице су заузеле треће место. 

## Прва фаза

### Група А
| Поз. | Држава       | Голови | Бодови |
| ---- | ------------ | ------ | ------ |
| 1    | Румунија     | 57:34  | 6      |
| 2    | Чехословачка | 48:45  | 4      |
| 3    | Норвешка     | 38:42  | 2      |
| 4    | Јапан        | 39:61  | 0      |

### Група Б
| Поз. | Држава      | Голови | Бодови |
| ---- | ----------- | ------ | ------ |
| 1    | Југославија | 68:20  | 6      |
| 2    | Мађарска    | 53:26  | 4      |
| 3    | Данска      | 43:41  | 2      |
| 4    | Тунис       | 17:94  | 0      |

### Група Ц
| Поз. | Држава           | Голови | Бодови |
| ---- | ---------------- | ------ | ------ |
| 1    | Источна Немачка  | 63:24  | 5      |
| 2    | Совјетски Савез  | 58:22  | 5      |
| 3    | Пољска           | 35:45  | 2      |
| 4    | Сједињене Државе | 18:83  | 0      |

## Друга фаза

### Група 1
| Поз. | Држава          | Голови | Бодови |
| ---- | --------------- | ------ | ------ |
| 1    | Источна Немачка | 60:49  | 9      |
| 2    | Совјетски Савез | 70:58  | 7      |
| 3    | Мађарска        | 52:46  | 6      |
| 4    | Румунија        | 65:55  | 4      |
| 5    | Југославија     | 59:63  | 3      |
| 6    | Чехословачка    | 43:78  | 1      |

### Група 2
| Поз. | Држава   | Голови | Бодови |
| ---- | -------- | ------ | ------ |
| 7    | Пољска   | 30:20  | 4      |
| 8    | Норвешка | 23:24  | 2      |
| 9    | Данска   | 19:28  | 0      |

### Група 3
| Поз. | Држава           | Голови | Бодови |
| ---- | ---------------- | ------ | ------ |
| 10   | Јапан            | 43:20  | 4      |
| 11   | Сједињене Државе | 24:30  | 2      |
| 12   | Тунис            | 23:40  | 0      |

## Поредак
| Позиција | Држава          |
| -------- | --------------- |
| 1        | Источна Немачка |
| 2        | Совјетски Савез |
| 3        | Мађарска        |
| 4        | Румунија        |
| 5        | Југославија     |
| 6        | Чехословачка    |
| 7        | Пољска          |
| 8        | Норвешка        |
| 9        | Данска          |
| 10       | Јапан           |
| 11       | САД             |
| 12       | Тунис           |